# 1494 w polityce

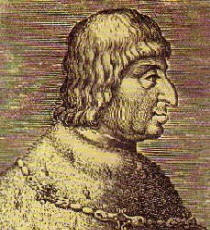
Ferdynand I, król Neapolu

Wydarzenia polityczne w 1494 roku.

## Wydarzenia
- 7 czerwca - Traktat w Tordesillas pomiędzy Hiszpanią i Portugalią o podziale stref wpływów w nowo odkrytych kontynentach[1].
- Początek wojen włoskich[2][3].

## Urodzili się
- 12 września Franciszek I Walezjusz, król Francki od 1515[4].

## Zmarli
- 25 stycznia Ferdynand I, król Neapolu[5].